# Friederspitz
Le Friederspitz est un sommet des Alpes, à 2 049 m d'altitude, dans les Alpes d'Ammergau, en Allemagne (Bavière).